# Liste der namibischen Botschafter in Algerien
Dies ist die Liste der namibischen Botschafter in Algerien.
Eine Akkreditierung besteht seit der Ersteinrichtung 2016 auch für Mauretanien und den Niger, die zuvor bei dem namibischen Vertreter in der Botschaft im Senegal lag.

## Botschafter
- seit 2016: Panduleni Shingenge